# Обнинское (станция)
О́бнинское — станция Московской железной дороги в городе Обнинске Калужской области. Открыта в 1899 году на Московско-Киево-Воронежской железной дороге.

## Общие сведения
Существует с 1899 года. Первоначальное (до 1916 года) название: Разъезд № 15. Стала пассажирской станцией со времени наделения Обнинска статусом города областного подчинения в 1956 году. В 2008—2009 годах проведена реконструкция станции: у обеих платформ построены турникетно-кассовые павильоны, заменена ограда платформ, установлена ограда вдоль находящихся на территории станции путей.
В павильоне со стороны города имеются три пригородные кассы и турникеты для прохода на платформу в сторону Калуги. Со стороны платформы имеется окно кассы на выход. В павильоне со стороны автостанции расположены три пригородные кассы и две кассы дальнего следования. Здесь же находятся турникеты для прохода на платформу в сторону Москвы и на Кольцевое направление. Со стороны платформы имеется окно кассы на выход. Павильон оснащён пологим спуском для колясок. На платформах установлены скамейки, часы, вывешено расписание движения электропоездов, имеются навесы. Перейти с одной стороны на другую можно по подземному переходу или по путепроводу, не заходя на станцию. Платформы не связаны друг с другом. До 2000-х годов существовала островная платформа между главными путями, которую снесли. Рядом со станцией, около платформы на Калугу, расположена крупнейшая остановка маршрутных такси и автобусов Обнинска  «Вокзал».

## Происхождение названия
Название «Обнинское» Разъезду № 15 Московско-Киево-Воронежской железной дороги было присвоено не ранее августа и не позднее декабря 1916 года. Впервые название было опубликовано в «Памятной книжке Калужской губернии» за 1917 год, изданной в декабре 1916 года.
Разъезд № 15 не был привязан ни к одному населённому пункту. В радиусе 2,5—4 км от разъезда находились несколько деревень: Самсоново, Доброе, Пяткино, Белоусово и, несколько поодаль, село Белкино. Ближайшим к разъезду был хутор Бугры, доставшийся в качестве приданого за старшей дочерью П. Н. Обнинского Анной московскому врачу Ивану Ивановичу Трояновскому.
В 1916 году Трояновский был включён в состав членов правления частной акционерной компании «Общество Московско-Киево-Воронежской железной дороги», строившей и эксплуатирующей эту железную дорогу, как один из двух врачей, отвечающих за медицинскую помощь на магистрали. Вероятнее всего, обладавший правом голоса на всех заседаниях правления Трояновский, которому в соответствии с территориальным принципом было предложено назвать разъезд именем его, ближайшего к разъезду, хутора, выдвинул свой вариант названия по фамилии породнившейся с ним семьи, владевшей, к тому же, большей частью земель вокруг разъезда. Возможно также, предложенное название стало данью памяти покончившего самоубийством за несколько месяцев до этого события шурина Трояновского Виктора Петровича Обнинского. Аналогично польской фамилии Обни́нских первоначальное название разъезда имело ударение на втором слоге: Обни́нское, впоследствии в разговорной речи ударение сместилось на первый слог: О́бнинское. Через сорок лет, в 1956 году название железнодорожной станции перешло на возникший рядом с ней город Обнинск.

### Альтернативная версия
Несколько десятилетий в обнинском краеведении существовала версия о том, что название Обнинское разъезд № 15 получил в честь Виктора Петровича Обнинского, безвозмездно пожертвовавшего часть своих земель под строительство железной дороги. Никаких документальных подтверждений эта версия не имеет и возникла, вероятно, как устное предположение одного из потомков Обнинских.
В 1895 году, на момент отчуждения земель в Боровском и Малоярославецком уездах под железную дорогу все земли Белкинского имения формально находились во владении отца Виктора Обнинского Петра Наркизовича Обнинского. Раздел имения между его четырьмя детьми был официально оформлен только после его смерти в декабре 1904 года, то есть формальное решение о пожертвовании мог принять только старший Обнинский. Документальных свидетельств этому нет.

## Пассажирское движение
Согласно летнему расписанию 2021 года, на станции имеют непродолжительную остановку пассажирские поезда дальнего следования Санкт-Петербург — Брянск и Москва — Адлер, а также все пригородные поезда и экспрессы.

## Коммерческие операции, выполняемые на станции
- Продажа билетов на все пассажирские поезда. Прием и выдача багажа не производятся.
- Приём и выдача повагонных отправок грузов, допускаемых к хранению на открытых площадках станций.
- Приём и выдача мелких отправок грузов, требующих хранения в крытых складах станций.
- Приём и выдача грузов повагонными и мелкими отправками, загружаемых целыми вагонами, только на подъездных путях и местах необщего пользования.
- Приём и выдача грузов в универсальных контейнерах массой брутто 20 и 24 т на подъездных путях.
- Приём и выдача грузов в универсальных контейнерах массой брутто 24 (30) и 30 т на подъездных путях[7].

| - Платформа - Передний край платформы на Москву - Вход на станцию со стороны автостанции и рынка - Станция до реконструкции: платформа и старое здание вокзала в 2007 году |

## Комментарии
1. ↑  Данные о точных границах региона (отделения) не публиковались в официальных источниках.